# Slackers
Pour plus de détails, voir Fiche technique et Distribution.
Slackers ou Les Complices au Québec, est un film américain sorti en 2002.

## Synopsis
Dave, Sam et Jeff vont bientôt être diplômés de l'université d'Holden avec une mention spéciale pour "mensonges, tricheries et vols". Les trois amis ont fièrement réussi leurs quatre années universitaires grâce à leurs combines en tous genres.
Mais à l'approche des examens finaux, ces stars du campus sont sur le point d'être démasquées. En effet, l'étrange et psychotique Ethan découvre leur manège et menace de les dénoncer s'ils ne l'aident pas à séduire la sublime Angela.

## Fiche technique
- Titre original : Slackers
- Titre français : Slackers
- Titre québécois : Les Complices
- Réalisateur : Dewey Nicks
- Scénario : David H. Steinberg
- Montage : Tara Timpone
- Producteur : Erik Feig
Neal H. Moritz
- Sociétés de distribution : Sony Pictures Entertainment, Pyramide Distribution, Alliance Atlantis Vivafilm et Alliance Atlantis
- Pays d'origine :  États-Unis
- Langue originale : anglais
- Format :
- Durée : 86 minutes
- Budget : 14 millions de dollars
- Dates de sortie :
  -  États-Unis : 1er février 2002

## Distribution
- Devon Sawa (VF : Christophe Lemoine ; VQ : Renaud Paradis) : Dave Goodman
- Jason Segel (VF : Emmanuel Garijo ; VQ : Patrice Dubois) : Sam Schechter
- Michael Maronna (VF : Cédric Dumond ; VQ : Martin Watier) : Jeff Davis
- Jason Schwartzman (VF : Alexis Tomassian ; VQ : Hugolin Chevrette) : Ethan Dulles
- Jaime King (VF : Karine Foviau ; VQ : Caroline Dhavernas) : Angela Patton
- Laura Prepon : Reanna
- Nat Faxon : Karl
- Retta : Bruna
- Shelley Dowdy : Shelley
- Jonathan Kasdan : Barry
- J.P. Coe (VQ : Benoit Éthier) : Philip
- Sam Anderson : Charles Potton
- Leigh Taylor-Young : Valerie Patton
- Cameron Diaz : Elle-même
- Joe Flaherty : Mr. Leonard
- Mamie Van Doren : Mme Von Graaf (non-crédité)
- Gina Gershon : Fille dans le club (non-crédité)

## Autour du film
- Slacker est un mot anglais qui signifie qu'une personne est flemmarde ou paresseuse.
- Slackers est le premier scénario vendu par David H. Steinberg. Ce diplômé en droit de Duke University s'est vaguement inspiré de ses aventures à Yale où il a été admis à l'âge de 16 ans. En réalité, le script tel qu'il a été filmé a été réécrit par Craig Mazin (non crédité) sur la demande du studio[réf. souhaitée]. Depuis, Steinberg a écrit American Pie 2.
- American Pie 2, bien qu'écrit ultérieurement, a précédé Slackers sur les écrans car Destination Films, sa jeune maison de production, a fait faillite. Le film a été stoppé pour un an, jusqu'à ce qu'il soit remis en chantier par Screen Gems, qui est une division de Sony.[réf. souhaitée]
- Le scénariste et le réalisateur renouvellent[réf. souhaitée] ici l'image du nerd, coincé et paumé, habituellement en vigueur dans les teen movies. Ils en font une figure plus inquiétante, à la limite de la psychopathie. Imprévisible et déjantée, c'est désormais elle qui mène le jeu.